# Rádio Paulista
A Rádio Paulista é uma estação de rádio brasileira concessionada em Santa Isabel e com transmissores instalados em Itaquaquecetuba, ambas cidades da Região Metropolitana de São Paulo. Opera na frequência AM 560 kHz.

## História
A frequência 560 AM pertenceu a Rádio Novo Mundo (que em 1978 foi rebatizada como Rádio Capital) até novembro de 1981, quando esta trocou sua posição no dial pelo canal internacional da Rádio Tupi (1040 kHz).A emissora paulistana dos Diários Associados, já em grave crise financeira na época, recebeu uma boa quantia pelo negócio.
Em janeiro de 1984, é decretada a falência da S.A. Rádio Tupan, e a Rádio Tupi de São Paulo sai do ar.
No mesmo ano, estando a frequência vaga, o Ministério das Comunicações abre nova concessão, tendo como vencedora a Rede Associada de Difusão Ltda.,cujo sócio majoritário é o ex-vice governador de São Paulo e ex-presidente da CBF José Maria Marin. Atualmente, a emissora é gerida por seu filho, Marcus Marin.
Inaugurada em 1988 com o nome de Rádio Paulista, a emissora entra no ar tendo uma programação experimental típica de AM (música e comunicadores). Meses depois, a emissora passa a arrendar sua programação para a Igreja Pentecostal Deus é Amor.
A rádio, que por um curto período de tempo se chamou Rádio Bandeira Paulista, também veiculou programação da LBV, da Equipe Líder, comandada pelo narrador esportivo Armando de Barros, e da Rádio Deus é Amor por mais de duas décadas.
Em 10 de setembro de 2024, a emissora passa a transmitir a programação do site A Guardiã da Notícia, transformando-se na Rádio A Guardiã.